# ماروكو الصغيرة
ماروكو الصغيرة (باليابانية: ちびまる子ちゃん) هي سلسلة مانغا شوجو (shôjo) من مومورو ساكورا، تم تحويلها في وقت لاحق إلى سلسلة أنيمي (رسوم متحركة ياباني) من إنتاج نيبون أنيميشن، الذي بث أصلا على تلفزيون فوجي من 7 يناير 1990 إلى 27 سبتمبر 1992. المسلسل يصور يوميات الحياة البسيطة لفتاة صغيرة الملقبة بماروكو وأسرتها في ضاحية منتصف السبعينات تحديدا في 1974 في اليابان.
السلسلة عينت في مدينة شيميزو السابقة، الآن هي جزء من مدينة شيزوكا، مسقط رأس مؤلفتها.
عند عرضه، نال المسلسل اهتمام المشاهدين العرب من مختلف الأقطار والأعمار.
نشرت القصة الأولى تحت عنوان «تشيبي ماروكو تشان» في طبعة 1986 آب / أغسطس من مجلة المانغا الشوجو Ribon.
ظهرت قصص أخرى شبه سيرة ذاتية من قبل المؤلفة في Ribon، وRibon الأصل في 1984 و1985، وأدرجت أول tankōbon  في «تشيبي ماروكو تشان» في عام 1987.
بدأت المؤلفة الكتابة وتقديم مدرجات في السنة النهائية من المرحلة الثانوية العليا، وعلى الرغم أن شوَيشا (ناشر Ribon وRibon الأصل) لم يقرر النشر حتى أكثر من سنة في وقت لاحق.
كانت نية المؤلفة كتابة «مقالات في شكل مانغا» مستوحاة من قصص عن حوادث من حياة المؤلفة نفسها، وتقوم على بعض الشخصيات في عائلتها وأصدقائها.
نبرة الحنين الصادقة والعميقة في قطاع أدى إلى تحولها شعبية بين جمهور أوسع.
سلسلة تشيبي ماروكو تشان أنتجت العديد من العاب والانمي والتسويق، فضلا عن السلسلة التلفزيونية الثانية التي بدأت من 1995 إلى الوقت الحاضر. أسلوب ماروكو ومواضيعها في بعض الأحيان تقارن بـ (Sazae سان) الهزلي الكلاسيكي.
في عام 1989، المانجا وصلت لتلقي جائزة كودانشا لمانغا للـshôjo.
اعتبارا من عام 2006، الكميات التي تم جمعها من مانغا باعت أكثر من 31 مليون نسخة في اليابان، مما يجعله أفضل خامس مانغا shôjo مبيعا على الإطلاق.

## القصة
يصور المسلسل الحياة اليومية البسيطة للطفلة ماروكو مع عائلتها وأصدقائها في ضواحي إحدى مدن اليابان أواخر السبعينيات.
ماروكو ابنة التسع سنوات نشأت في عائلة متوسطة الثراء تتألف من أبيها وأمها ربة البيت المثالية وجدها الخرف وجدتها المهووسة بصحتها وأختها التي تكبرها بسنتين. تدرس ماروكو في المرحلة الابتدائية في المدرسة وتحب بشغف المغنية اليابانية الشهيرة موموي ياماغوتشي، كما تحب قراءة المانغا، غالباً ما يناديها أصدقؤها بـ«تشيبي ماروكو تشان» (ちびまる子ちゃん) وذلك لصغر حجمها وعمرها.
من أصدقائها المشهورين: تامي (Tama-chan) صديقة ماروكو المقربة ومارو (Maruo-kun) الذي هو عريف الصف وعضو المجلس الطلابي الفخور، وميغيوا (Migiwa-san)، بالإضافة إلى الثلاثي هاناو (Hanawa-kun)، هاما (هاماساكي) (Hamaji) وسيكيغوتشي (Sekiguchi-kun).
رغم أن لدى ماروكو قلب طيب لكنها كسولة وتتأخر عن المدرسة، بينما أختها مرتبة وهادئة لكن عليها أن تشارك ماروكو غرفتها. تستعمل ماروكو تعابير أكبر من سنها لتعبر عن أحاسيسها الطفولية.

## الشخصيات
من أبرز الشخصيات:

### عائلة ساكورا
- ماروكو

Momoko Sakura:
الاسم باليابانيさくらももこ
تاريخ الميلاد: 8 – 5 – 1965
صنف الدم: A
اسمها الحقيقي موموكو وهي الشخصية الرئيسية في المسلسل، يناديها اصدقائها بمارو تشان وفي البيت ماروكو، وتشيبي ماروكو تشان (ماروكو الصغيرة)، عمرها 9 سنوات، في الصف الثالث الابتدائي، تربت في وسط عائلة فقيرة مكونة من 6 أفراد، وهي كسولة وغير منظمة، عادةً ما تتأخر عن المدرسة، وفي المقابل قوية مع أختها الكبيرة التي هي في الصف السادس الابتدائي التي عليها مشاركة غرفتها معها، ماروكو كالعديد من الإطفال تحاول تجنب الواجبات المنزلية والأعمال، وهي تستفيد من جدها الخرف والمشاحنات مع أختها، ومع ذلك، فهي طفلة حسنة النية من يحاول فعل الخير. انها شبه Calvin في Calvin and Hobbes في استخدمها لغة البالغين للتعبير عن مشاعرها الطفولية، لديها عدة اطعمة لا تحبها، بما في ذلك الناتتو والطماطم، تحب قراءة القصص المصورة (المانغا) وهي فنانة رسم جيدة، وهدفها عندما تكبر أن تكون مؤلفة قصص مانغا هذا يعني ضمنيا ان العرض رُسم من قبل ماروكو نفسها.
ماروكو لديها مشكلة في طبخ شقيقتها
وتلقي نوبات الغضب الزوبعية. أنها تعرف الكثير عن والدها وأمها وجدتها.
تعلمت طريقة رسمها هذه من طالب الكلية الذي درس اختها في الحلقة الثانية
الذي لقبها بالبطة بسبب صوتها
اسم المؤلفة الحقيقي هو 三浦 美紀 Miura Miki
وهي التي كتبت الـ teleplay لمعظم حلقات الانمي التلفزيونية
مؤدية الصوت في المسلسل: تاراكو (ممثلة)
الاسم بالياباني: 磯野鱈子
تاريخ الولادة: 17 – 12 – 1960
مكان الولادة: Ota، Gunma prefecture، japan
مؤدية الصوت في الدبلجة العربية: ايمان هايل
- جاكو

Sakiko Sakura
ساكورا ساكيكو (ساكيكو ساكورا)
الاسم بالياباني: さくらさきこ
تاريخ الميلاد: 21- 3 – 1963
أخت ماروكو الكبرى، إنها ذكية ومجتهدة، عكس ماروكو الكسولة تماما، هي وماروكو تتعاركان غالباً لكن يتفاهمان في النهاية، عمرها 12 في المسلسل.
مؤدي الصوت: Yūko Mizutani
الاسم بالياباني: 水谷 優子
تاريخ الميلاد: 4- 11- 1964
مكان الولادة: Ama District, Aichi
مؤدية الصوت في الدبلجة العربية: ريم سعادة في الجزء الأول | وئام راجي في الجزء الثاني
- هيروشي

Hiroshi Sakura
الاسم بالياباني: さくらひろし
تاريخ الميلاد: 20- 6 – 1934
مؤدي الصوت في الدبلجة العربية: مناضل نوفل في الجزء الأول | أيمن إدريس في الجزء الثاني
والد ماروكو، قُدم إلى ام ماروكو عن طريق صديقتها، يشرب بين الحين والاخر، لكنه أب رحيم ومحبوب، عمره 40 سنة خلال المسلسل.
مؤدي الصوت: Yūsaku Yara
الاسم بالياباني: 屋良 有作
تاريخ الميلاد: 15 – 3 – 1948
- سوميري

الاسم بالياباني: さくらすみれ
تاريخ الميلاد: 25- 5 – 1934
مؤدية الصوت في الدبلجة العربية: عبير عيسى في الجزء الأول | ديانا رحمة في الجزء الثاني
والدة ماروكو، تتعمد تانيب ماروكو دائماً، إنها أم صارمة لكنها واحدة لطيفة للغاية، تركز جدا في الشئون المالية للاسرة، وتتسوق بشكل رئيسي من المحلات التجارية من خلال التفاوض في البيع. واكتشف في حلقة ما أن اسم عائلتها قبل الزواج هو كوباياشي.
مؤدي الصوت: Teiyū Ichiryūsai
الاسم بالياباني: 一龍斎 貞友
تاريخ الميلاد: 20 – 6 – 1958
- توموزوو

Tomozou Sakura
توموزوو ساكورا
الاسم بالياباني: さくら友蔵
تاريخ الميلاد: 3 – 10 – 1898
مؤدي الصوت في الدبلجة العربية: نبيل نجم
جد ماروكو الرحيم لكن شارد الدهن، ساذج وسهل الخداع، يحتفظ بسلحفاة كحيوان أليف، يحب مشاهدة التلفاز مع ماروكو وعمره في المسلسل 76، عندما يشعر بالاسى أو الحنين يخلو تلقائيا لعالم الـ surreal الداخلي لبضع ثواني لارتجال قصيدة هايكو بعد الكوميديا عن حالته العقلية، المؤلفة (ماروكو) قالت انها استخدمت جدها كنموذج لـ Thomas Alva Edison، لكن شخصيته تناقض توماس.
مؤدي الصوت:Kei Tomiyama
1990-1995
الاسم بالياباني: 富山 敬
تاريخ الولادة: 31 – 10 -1938
تاريخ الوفاة: 25 – 9 – 1995
مؤدي الصوت: Takeshi Aono
1995-2010
الاسم بالياباني: 青野 武
تاريخ الميلاد: 19 – 6 - 1936
مؤدي الصوت: Bin Shimada
2010-....
November 20, 1954 in
Niigata, Niigata, Japan
- كوتاكي

Kotake Sakura
الاسم بالياباني: さくらこたけ
تاريخ الميلاد: 4- 4 -1904
مؤدية الصوت في الدبلجة العربية: ريم سعادة
جدة ماروكو، حكيمة لكنها تصدر احكاماً غريبة مثل النمل لا يضر وقليل من العفن لا يضر، لكنها تعرف ما هو جيد لجسم الإنسان، اسمها كوتاكي لم يعرف في المسلسل حتى ظهر في مانغا (Yonkoma) الرابعة في 1 – 7 – 2007
مؤدي الصوت: Yūko Sasak.

### أصدقاء ماروكو
- تامي

Tamae Honami
الاسم بالياباني: 穂波たまえ
مؤدية الصوت في الدبلجة العربية: سهير فهد
صديقة ماروكو المفضلة، اسمها المستعار تاما تشان، فتاة ذكية
مؤدي الصوت: Naoko Watanabe
تاريخ الميلاد: 21- 11 - 1959
- هاناو

Kazuhiko Hanawa
الاسم بالياباني: 花輪和彦
مؤدي الصوت في الدبلجة العربية: مناضل نوفل في الجزء الأول | رانيا فهد في الجزء الثاني
صبي غني جداً في صف ماروكو، يعيش في قصر، مصرف أعماله السيد هيدَيجَي، أمه دائماً تسافر بعيدا، لذلك، هو لا يراها غالباً، لديه سائق يقود ليموزين دائماً يوصل هاناو إلى البيت من المدرسة، ولد في 7 من أغسطس 1965.
مؤدي الصوت: Masami Kikuchi
الاسم بالياباني: 菊池 正美
تاريخ الميلاد: 24 – 4 – 1960
مكان الولادة: Nagano
- مارو

Sueo Maruo
الاسم بالياباني : 丸尾末男
مؤدية الصوت في الدبلجة العربية: سهير فهد
مارو هو أحد زملاء ماروكو ويخدم كرئيس فئة الذكور ويريد دائما أن يكون محط إعجاب الآخرين. لديه نظارات سميكة للغاية لانه هو طالب جدي جدا يدرس بجد كل يوم، تظهر خطوط سوداء على وجهه تقريبا كل الوقت، خصوصا عندما يبدو متحمس ودائما ما يكرر عبارة «ألا أقول الحقيقة!».
هو مجنون العظمة بأن زملائه يسعون ليحل محله كرئيس فئة الذكور ويستهدف زملاء الدراسة البارزين والذين يبلون بلاءً حسنا لأثنائهم عن الاستخدام ضده. عيد ميلاده 31 ديسمبر، مما أدى بالتالي إلى اسمه الأول sueo الذي يعني الابن الأصغر
مؤدي الصوت : Nobuo Tobita
الاسم بالياباني : 飛田 展男
تاريخ الولادة : 6 – 11 - 1959
- ماغي

Hanako Migiwa (みぎわ花子 Migiwa Hanako
Voiced by: Miki Narahashi
مؤدية الصوت في الدبلجة العربية: ريم سعادة في الجزء الأول | وفاء عبدالله في الجزء الثاني
انها معجبة بـ Hanawa ولا تحب أي فتاة أخرى تكون معه، ولأن هناو معجب بماروكو
فهي تقسو على ماروكو
وهي تدرس في المرحلة الثالثة على مدى السنوات الخمس الماضية لأنها ليست جيدة في دراستها وتفشل كل عام. وهي رئيسة فئة الإناث ومثل ماروكو عازمة جدا على الحفاظ على موقفها،
حتى إذا مع مارو تعد أن تأتي في الصباح للقيام بأعمال التنظيف والأعمال أخرى
بحيث زمالئهم ليس عليهم ذلك
- هاما

Noritaka Hamazaki
الاسم بالياباني : 浜崎憲孝（はまじ
مؤدي الصوت في الدبلجة العربية: مناضل نوفل في الجزء الأول | أيمن إدريس في الجزء الثاني
hamaji هو الطالب الأكثر أذى في الصف، رغم هذا هو ممثل الصف.
مؤدي الصوت :
Ai Orikasa
الاسم بالياباني : 折笠 愛
تاريخ الولادة : 12 – 12 - 1963
Tsutomu Kashiwakura
الاسم بالياباني : カシワクラ ツトム
تاريخ الولادة : 1 - 3 – 1966
مكان الولادة : Sagamihara, Kanagawa
- بوتارو

Tarō "Butaro" Tomita 富田太郎(ブー太郎) Tomita Tarō (Butarō
مؤدي الصوت
Kazuyo Aoki (movie) Mami Matsui→Naomi Nagasawa
مؤدية الصوت في الدبلجة العربية: ريم سعادة في الجزء الأول | رانيا فهد في الجزء الثاني
صبي في صف ماروكو مع وجه piglike وينتهي جمله بـ «بوو»، المحاكاة الصوتية اليابانية لحمحمة خنزير. وهو صديق مقرب من هاما ويظهر دائما معه.
- سيكَوتشي

Shinji Sekiguchi (関口しんじ Sekiguchi Shinji
رغم الظاهر، هو في الواقع صبي لطيف، الذي ساعد مرة ماروكو تعلم كيفية ركوب الدراجة.

## الانتاجات التلفزيونية

### الأنمي
مسلسل ماروكو الصغيرة الذي بث من 1990-1992 وعدد حلقاته 142, دبلج إلى العربية على مرحلتين:
المرحلة الأولى: دبلج منها 64 حلقة في عام 1996 وكان إنتاج النسخة العربية من قبل مؤسسة العنود للإنتاج الفني.
المرحلة الثانية: دبلج منها 77 حلقة في عام 2022 تحت إسم (ماروكو الصغيرة - الجزء الثاني) وكان إنتاج النسخة العربية من قبل كيوتون للإنتاج الفني والتوزيع، وقد عرض أول مرة على قناة ماجد للأطفال يوم الخميس 20-10-2022.
أما الموسم الثاني من ماروكو الصغيرة بدأ منذ عام 1995 وهو مستمر إلى الآن، وقد تمت دبلجة بعض حلقاته في لبنان عام 2020
وأنتج لماروكو فلم أنمي في نهاية الـ1990 وأطلق على رأس سنة 1991.
و بعد ذلك في 1992 أنتج فلم أنمي آخر ألا وهو Chibi Maruko-chan: My Favorite Song.

### الدراما
وانتج لماروكو فيلم دراما بشخصيات مشابهة للانمي في 2006 باسم Chibi Maruko-chan : live-action special بجزئين.
وفي 2007 انتج بعض الحلقات التلفزيونية الدرامية وافلام درامية أخرى منها Marumaru Maruko-chan.